# Sodapoppin
Chance Morris (né le 15 février 1994), mieux connu sous le pseudonyme Sodapoppin, est un streameur américain actif sur Twitch. Il est l'un des diffuseurs les plus suivis sur Twitch, avec plus de 2,9 millions d'abonnés et plus de 337 millions de vues.
Il possède également une chaîne YouTube qui compte plus de 1,08 million d'abonnés et plus de 390 millions de vues en décembre 2020.

## Carrière
Chance Morris commence à diffuser sur Twitch en 2012 après avoir quitté Xfire. Il joue alors à World of Warcraft et obtient beaucoup de succès, la moitié des amateurs du jeu vidéo sur Twitch le suivant[réf. nécessaire]. Morris diffuse ensuite d'autres jeux avant de passer aux jeux d'argent en ligne.
En 2014 et 2015, Morris diffuse surtout des parties de blackjack sur des casinos en ligne, gagnant et perdant des milliers de dollars par jour. En mai 2015, Morris a entre autres perdu 5 000 $ sur une main pendant que plus de 43 000 téléspectateurs le regardaient.
Morris est copropriétaire de l'organisation canadienne de sport électronique Northern Gaming. En août 2017, l'organisation est achetée par NRG Esports, qui appartient à Shaquille O'Neal, Alex Rodriguez et d'autres,. Morris devient par la suite conseiller chez NRG Esports. 
Morris élimine son collègue streameur Dr DisRespect (en) du tournoi de battle royale H1Z1 Invitational en octobre 2017. Néanmoins, il ne réussit pas à intégrer le top dix de la compétition.
Chance Morris est, en novembre 2020, trente-septième en termes d'abonnés sur Twitch et onzième en termes de vues.
Avec d'autres diffuseurs Twitch, il contribue durant l'année 2020 à rendre viral le jeu Among Us.